# Liste der Baudenkmäler in Bad Wünnenberg
Die Liste der Baudenkmäler in Bad Wünnenberg enthält die denkmalgeschützten Bauwerke auf dem Gebiet der Stadt Bad Wünnenberg im Kreis Paderborn in Nordrhein-Westfalen (Stand: Januar 2021). Diese Baudenkmäler sind in der Denkmalliste der Stadt Bad Wünnenberg eingetragen; Grundlage für die Aufnahme ist das Denkmalschutzgesetz Nordrhein-Westfalen (DSchG NRW).

| Bild                                                      | Bezeichnung | Lage | Beschreibung                           | Bauzeit           | Eingetragen seit                            | Denkmal- nummer |
| --------------------------------------------------------- | --- | --- | -------------------------------------- | ----------------- | ------------------------------------------- | --------------- |
| weitere Bilder                                            | Kath. Pfarrkirche St. Agatha | Bleiwäsche An der Kirche 8 Karte |                                        | 1896              | 14.01.1985                                  | 1               |
| Kath. Pfarrkirche St. Agatha                              | Kath. Pfarrkirche St. Agatha | Leiberg Dechant-Jürgens-Straße 2 Karte |                                        | 1864–66           | 25.02.1985                                  | 2               |
| weitere Bilder                                            | Kath. Pfarrkirche St. Antonius von Padua | Wünnenberg Am Kirchplatz 6 Karte |                                        | 1678              | 25.02.1985                                  | 3               |
| weitere Bilder                                            | Kath. Pfarrkirche St. Apollonia | Helmern Apolloniastraße 3 Karte |                                        | 1885/86           | 14.01.1985                                  | 4               |
| weitere Bilder                                            | Kath. Pfarrkirche Mariä Himmelfahrt | Fürstenberg Am Schloßpark 3 Karte |                                        | bez. 1755         | 22.01.1985                                  | 5 Wikidata      |
| Kath. Pfarrkirche St. Vitus                               | Kath. Pfarrkirche St. Vitus | Haaren Kirchweg 5 Karte |                                        | M. 17. Jh. – 1893 | 06.08.1985                                  | 6               |
| weitere Bilder                                            | St. Antoniuskapelle | Fürstenberg Eilerner Straße / Grasweg 2 Karte |                                        | M. 19. Jh.        | 22.01.1985                                  | 7               |
| weitere Bilder                                            | Kath. Kapelle St. Antonius von Padua | Wünnenberg Rosenstraße 11 Karte |                                        | E. 19. Jh.        | 25.02.1985                                  | 8               |
| weitere Bilder                                            | Friedhofskapelle Kath. Friedhof Haaren | Haaren Helmerner Straße Karte |                                        |                   | 14.01.1985                                  | 9               |
| weitere Bilder                                            | Friedhofskapelle St. Meinolphus | Fürstenberg Friedhof an der Vesperther Trift Karte |                                        | 18. Jh. ?         | 14.01.1985                                  | 10              |
| weitere Bilder                                            | Jüdischer Friedhof Haaren | Haaren Helmerner Straße / An der Windmühle, Via Regia Karte |                                        |                   | 22.10.1987                                  | 11              |
| weitere Bilder                                            | Jüdischer Friedhof Bad Wünnenberg | Wünnenberg Hoppenberg Karte |                                        |                   | 22.10.1987                                  | 12              |
| weitere Bilder                                            | Pestfriedhof, ca. 3 km südlich von Leiberg, im Waldstück | Leiberg Leiberger Wald / Pestfriedhof / Am Kirchhöfchen Karte |                                        |                   | 19.11.1987                                  | 13              |
| weitere Bilder                                            | Kreuzweg, † auf dem Friedhof | Fürstenberg Vesperther Trift und Friedhof Karte |                                        | Anfang 20. Jh.    | 14.01.1985                                  | 14              |
| Bildstock                                                 | Bildstock | Bleiwäsche St.-Agatha-Straße Karte |                                        | 18. Jh.           | 14.01.1985                                  | 15              |
| Bildstock an der Kath. Pfarrkirche                        | Bildstock an der Kath. Pfarrkirche | Wünnenberg Am Kirchplatz 6 Karte |                                        | 19. Jh.           | 19.11.1987                                  | 16              |
| Bildstock                                                 | Bildstock | Fürstenberg Am Schloßpark / Forstenburgstraße Karte |                                        | bez. 1713         | 06.08.1985                                  | 17              |
| Bildstock                                                 | Bildstock | Wünnenberg Am Stadtberg Karte |                                        | bez. 1718         | 24.09.1987                                  | 18              |
| Bildstock                                                 | Bildstock | Leiberg Hauptstraße / Dechant-Jürgens-Straße Karte |                                        | bez. 1678         | 15.06.1988                                  | 19              |
| Bildstock                                                 | Bildstock | Fürstenberg Kurhagen / Nüllberg Karte |                                        | bez. 1783         | 21.06.1988                                  | 20              |
| Bildstock                                                 | Bildstock | Fürstenberg Vesperther Trift / Kurhagen (Auf dem Kirchenfelde) Karte |                                        | 18. Jh.           | 21.06.1988                                  | 21              |
| Wegekreuz an der Schweidenlinde                           | Wegekreuz an der Schweidenlinde | Haaren Wewelsburger Straße / Jägerweg Karte |                                        | 18. Jh.           | 19.11.1987                                  | 22              |
| Wegekreuz                                                 | Wegekreuz | Leiberg Hauptstraße / Kleine Trift Karte |                                        | bez. 1864         | 21.06.1988                                  | 23              |
| Wegekreuz                                                 | Wegekreuz | Haaren Paderborner Straße / Schwafener Straße Karte |                                        | bez. 1875         | 24.09.1987                                  | 24              |
| Wegekreuz                                                 | Wegekreuz | Wünnenberg Zinsdorfer Weg / Am Ringelsbruch Karte |                                        | um 1900           | 21.06.1988                                  | 25              |
|                                                           | Reste der ehemaligen Stadtbefestigung | Wünnenberg Heuweg (B 480) |                                        |                   | 21.06.1988                                  | 26              |
| weitere Bilder                                            | Schloss in Fürstenberg: Schloss. Ehem. Höhenburg Zwei Nebenflügel im Garten Wohnhaus der Oekonomie Scheunen der Oekonomie Ehem. Schafstall Ehem. Gerichtshaus Ehem. Schafstall im Karbachtal Reste der alten Mauer um den Schloßpark | Fürstenberg Am Schloßpark 10 Am Schloßpark 8 Am Schloßpark 8 a und 10 a Am Schloßpark 1 a / Kirchstr. Am Schloßpark 6 (Wasserplatz) / Hexenweg 1 Pellenberg, Am Schloßpark Hexenweg, Reisepfad Karte |                                        |                   | 04.05.1984 04.05.1984 06.05.1987 04.05.1984 | 27              |
| Ehemaliges Amtsgericht (heute Johannes-Even-Heim)         | Ehemaliges Amtsgericht (heute Johannes-Even-Heim) | Fürstenberg Poststraße 14 Karte |                                        | 1892              | 14.01.1985                                  | 28              |
| Forstamt                                                  | Forstamt | Fürstenberg Wasserplatz 11 Karte |                                        | 1. H. 19. Jh.     | 04.05.1984                                  | 29              |
| Kindergarten (ehem. Schulhaus)                            | Kindergarten (ehem. Schulhaus) | Fürstenberg Am Schloßpark 12 / Reisepfad Karte |                                        | um 1820           | 14.01.1985                                  | 30              |
| Kath. Pfarrbücherei                                       | Kath. Pfarrbücherei | Fürstenberg Am Schloßpark 7 Karte |                                        | um 1900           | 06.08.1985                                  | 31              |
| Ev. Pfarrhaus mit Gottesdienstsaal                        | Ev. Pfarrhaus mit Gottesdienstsaal | Fürstenberg Kirchstraße 2 / Forstenburgstraße Karte |                                        | M. 19. Jh.        | 06.08.1985                                  | 32              |
| Kath. Pfarrhaus                                           | Kath. Pfarrhaus | Haaren Kirchweg 3 Karte |                                        | 19. Jh.           | 06.08.1985                                  | 34              |
| Kath. Pfarrhaus                                           | Kath. Pfarrhaus | Fürstenberg Kolpingstraße 9 / Kirchstraße Karte |                                        | 1894              | 22.01.1985                                  | 35              |
| ehem. Postamtsgebäude                                     | ehem. Postamtsgebäude | Fürstenberg Poststraße 16 Karte |                                        | um 1900           | 14.11.1986                                  | 36              |
|                                                           | Grundriß Oberstadt (mittelalterliches Straßennetz) | Wünnenberg Oberstadt Bad Wünnenberg |                                        |                   | 21.06.1988                                  | 37              |
|                                                           | Grundriß Unterstadt (gerastertes, regelmäßiges Straßennetz) | Wünnenberg Unterstadt Bad Wünnenberg |                                        |                   | 21.06.1988                                  | 38              |
| weitere Bilder                                            | Gut Eilern a) Eingeschossiges Gutshaus b) Zwei Scheunen | Fürstenberg Siedlung Eilern 2 / Siedlung Eilern 3 Karte | Reste einer ehemals großen Gutsanlage  | a) 1844 b) 1788   | 14.01.1985                                  | 41              |
| weitere Bilder                                            | Hofhaus-Fassade | Fürstenberg Forstenburgstraße 18 / Kesselbach Karte |                                        | bez. 1728         | 04.05.1984                                  | 43              |
| Gutshaus Friedrichsgrund                                  | Gutshaus Friedrichsgrund | Fürstenberg Friedrichsgrund 5 Karte |                                        | 18. Jh.           | 07.06.1984                                  | 44              |
| Gutshaus Wohlbedacht                                      | Gutshaus Wohlbedacht | Fürstenberg Gut Wohlbedacht Karte |                                        | bez. 1797         | 04.05.1984                                  | 45              |
| ehem. Hofhaus                                             | ehem. Hofhaus | Fürstenberg Kesselbach 4 / Im Winkel Karte |                                        | bez. 1730         | 07.06.1984                                  | 47              |
| ehem. Hofhaus                                             | ehem. Hofhaus | Fürstenberg Kesselbach 6 Karte |                                        | bez. 1733         | 04.05.1984                                  | 48              |
| ehem. Hofhaus                                             | ehem. Hofhaus | Fürstenberg Kirchstraße 5 / Kolpingstraße Karte |                                        | bez. 1728         | 14.07.1984                                  | 49              |
| weitere Bilder                                            | Zehnthaus | Wünnenberg Leiberger Straße 1 / Schützenstraße Karte |                                        | bez. 1719         | 07.05.1984                                  | 50              |
| weitere Bilder                                            | ehem. Forstmeister-Wohnhaus | Wünnenberg Leiberger Straße 9 Karte |                                        | bez. 1907         | 18.11.1983                                  | 51a             |
| weitere Bilder                                            | Wirtschaftsgebäude | Wünnenberg Leiberger Straße 9 Karte |                                        |                   | 11.01.2021                                  | 51b             |
| weitere Bilder                                            | Spanckenhof | Wünnenberg Leiberger Straße 10 Karte |                                        |                   | 13.08.1984                                  | 52              |
| ehem. Hofhaus                                             | ehem. Hofhaus | Wünnenberg Mittelstraße 43 Karte |                                        | bez. 1839         | 14.01.1985                                  | 53              |
| Wohnhaus                                                  | Wohnhaus | Fürstenberg Wasserplatz 15 Karte |                                        |                   | 04.05.1984                                  | 54              |
| Scheune                                                   | Scheune | Fürstenberg Wasserplatz 15 Karte |                                        | bez. 1728         | 04.05.1984                                  | 55              |
| Hofhaus                                                   | Hofhaus | Fürstenberg Wasserplatz 38 Karte |                                        | bez. 1728         | 09.09.1987                                  | 56              |
| Brücke westlich des Schlosses                             | Brücke westlich des Schlosses | Fürstenberg Pellenberg / Hexenweg Karte |                                        | 18. Jh.           | 04.05.1984                                  | 57              |
| Brücke über den Karbach                                   | Brücke über den Karbach | Fürstenberg Kesselbach / Wasserplatz Karte | dreibogige Steinbrücke                 | 18. Jh.           | 14.01.1985                                  | 58              |
| Grabstein Lücking                                         | Grabstein Lücking | Haaren Helmerner Straße / Friedhof Haaren |                                        |                   |                                             | 59              |
| weitere Bilder                                            | Grenzstein, sog. Totenkopfstein | Fürstenberg Fürstenberger Wald, Gemeindegrenze nach Marsberg, am Totenkopf Karte |                                        | 18. Jh.           |                                             | 60              |
| Wappenstein                                               | Wappenstein | Wünnenberg Heuweg 2 / Schützenstraße Karte |                                        | bez. 1712         | 14.01.1985                                  | 61              |
| Wimperg-Rest, gotisch                                     | Wimperg-Rest, gotisch | Wünnenberg Am Kirchplatz 7 Karte |                                        |                   | 14.01.1985                                  | 62              |
| Fachwerkgebäude                                           | Fachwerkgebäude | Wünnenberg Burgstraße 16 Karte |                                        |                   | 16.09.1983                                  | 63              |
| Letztes erhaltenes Haus einer jüdischen Familie in Haaren | Letztes erhaltenes Haus einer jüdischen Familie in Haaren | Haaren Paderborner Straße 17 Karte |                                        |                   | 14.01.1985                                  | 64              |
| Bildstock „Predigtstuhl“                                  | Bildstock „Predigtstuhl“ | Wünnenberg am Heuweg Auf dem Graben Karte |                                        |                   | 09.06.1988                                  | 65              |
|                                                           | Feldkreuz in der Zinsdorfer Mark | Wünnenberg (Am Ringelsbruch) |                                        |                   | 02.06.1989                                  | 66              |
| Bildstock am alten Wendehohlweg, jetzt Am Südhang         | Bildstock am alten Wendehohlweg, jetzt Am Südhang | Wünnenberg Am Südhang 2 b Karte |                                        | 1792              | 02.06.1989                                  | 67              |
| Bildstock Maria am Lindwege                               | Bildstock Maria am Lindwege | Wünnenberg B 480 / Am Lindwege (am Strom-Umspannwerk) Karte |                                        |                   | 02.06.1989                                  | 68              |
| BW                                                        | Gedenkkreuz „Imminghausen“ | Wünnenberg Golmeketal / oberhalb der Golmekequelle Karte |                                        |                   | 02.06.1989                                  | 69              |
| weitere Bilder                                            | Antoniusbildstock | Wünnenberg B 480 / Auf dem Großen Bolaß Karte |                                        | 1900              | 02.06.1989                                  | 70              |
| Ruine Stadtturm, südl. der Kirche                         | Ruine Stadtturm, südl. der Kirche | Wünnenberg Stadtring Karte | mittlerweile wieder als Turm aufgebaut |                   | 01.12.1989                                  | 71              |
| ehemalige Getreidemühle Haaren (Schürmann’s Mühle)        | ehemalige Getreidemühle Haaren (Schürmann’s Mühle) | Haaren Mühlenstraße 9 Karte |                                        |                   | 10.09.1990                                  | 72              |
| weitere Bilder                                            | Bildstock | Haaren Schriepenscherf / Karlstraße Karte |                                        | 1719              | 10.09.1990                                  | 73              |
| weitere Bilder                                            | Bildstock bei „Drei Kreuze“ | Haaren L 754 zwischen Büren und Haaren Karte |                                        | 1869              | 31.03.1993                                  | 74              |
| Reste der Stadtbefestigung von Wünnenberg                 | Reste der Stadtbefestigung von Wünnenberg | Wünnenberg Burgstraße 23 / Hoppenberg 12 Burgstraße 21 Karte |                                        |                   | 25.10.1993                                  | 75              |
| Reste der Stadtbefestigung von Wünnenberg                 | Reste der Stadtbefestigung von Wünnenberg | Wünnenberg Am Stadtwall 1 Karte |                                        |                   | 25.10.1993                                  | 76              |
| Wohn- und Wirtschaftshaus                                 | Wohn- und Wirtschaftshaus | Wünnenberg Rosenstraße 41 Karte |                                        |                   | 28.08.1997                                  | 77              |
| ehem. „Marktkump“ in der Oberstadt Wünnenberg             | ehem. „Marktkump“ in der Oberstadt Wünnenberg | Wünnenberg südl. des Hauses Burgstraße 16 / Stadtring |                                        |                   | 15.06.1999                                  | 78              |
| BW                                                        | Technische Ausstattung der ehemaligen Grandmühle Ebbers | Wünnenberg An der Grotte 23 Karte |                                        |                   | 11.01.2021                                  | 79              |